# Edificio Accinauto
L'Edificio Accinauto (in francese immeuble Accinauto, in lussemburghese Accinautogebai) è uno storico edificio della città di Lussemburgo in Lussemburgo.

## Storia
L'edificio, progettato dall'architetto lussemburghese Michel Wolff, venne costruito per ospitare la nuova sede dell'azienda Accinauto, un grossista di ricambi per biciclette e automobili e di strumenti per artigiani fondata nel 1922. Prima di allora, l'azienda aveva sede sul Boulevard F. D. Roosevelt, all'epoca noto come il Boulevard du Viaduc.
I lavori di costruzione si svolsero tra il 1948 e il 1949 e interessarono il sito precedentemente occupato dalla società A. Berl et Compagnie.
Negli anni 1980 l'immobile venne acquistato dallo Stato per alloggiare degli uffici della poste.
Classificato come patrimonio culturale nazionale dal 9 settembre 2015, l'edificio è stato completamente demolito internamente durante i lavori di costruzione di un nuovo edificio postale nel lotto adiacente in modo tale da essere integrato alla nuova costruzione, mantenendo preservata solo la facciata.

## Descrizione
L'edificio è situato nel centro di Lussemburgo nel quartiere di Gare, di fronte alla stazione di Lussemburgo. Sulla facciata, ai lati dell'ingresso, sono presenti due bassorilievi di Auguste Trémont che rappresentano la fioritura dell'economia lussemburghese e in particolare dell'industria siderurgica e del turismo.

## Galleria d'immagini

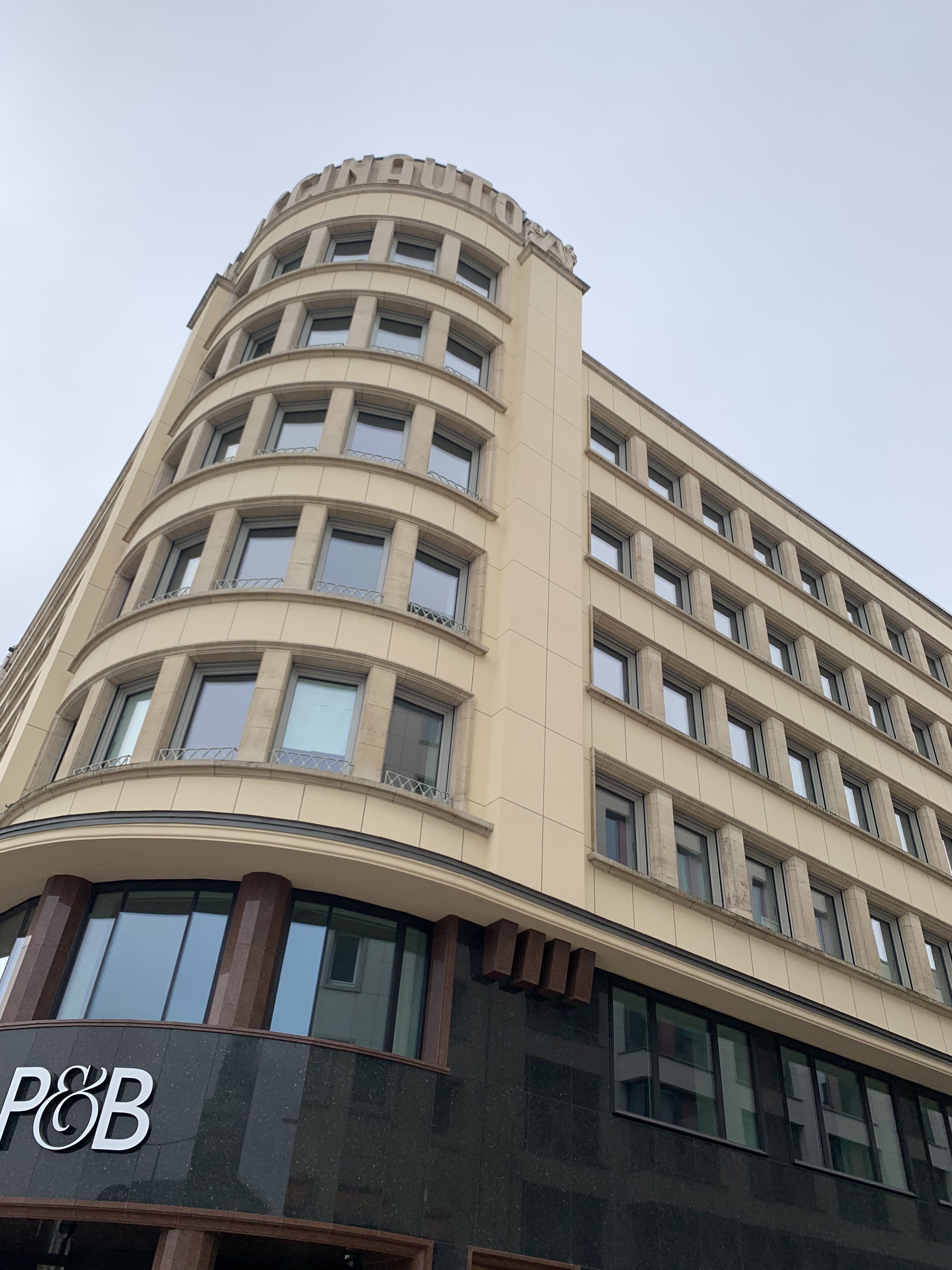
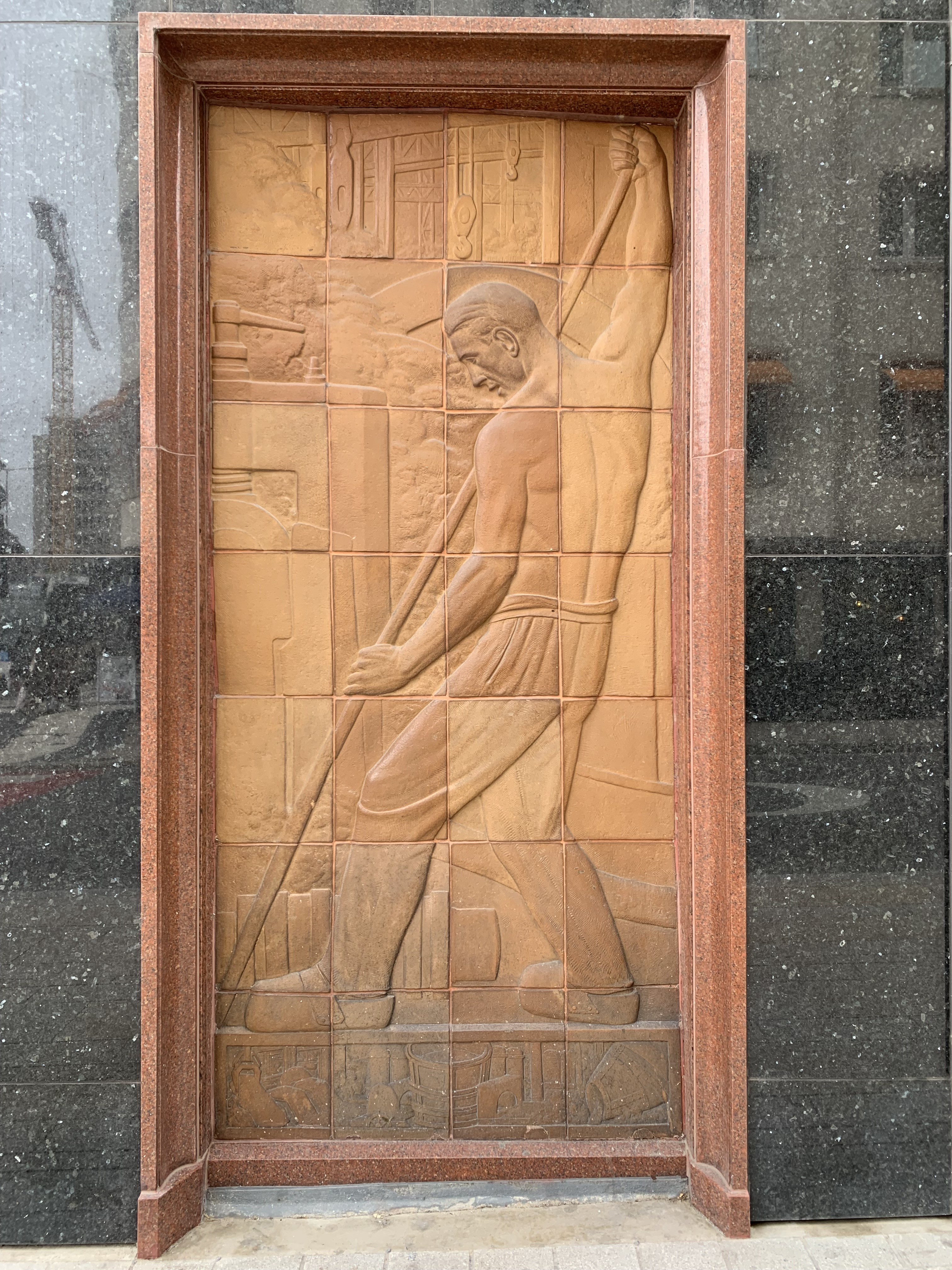
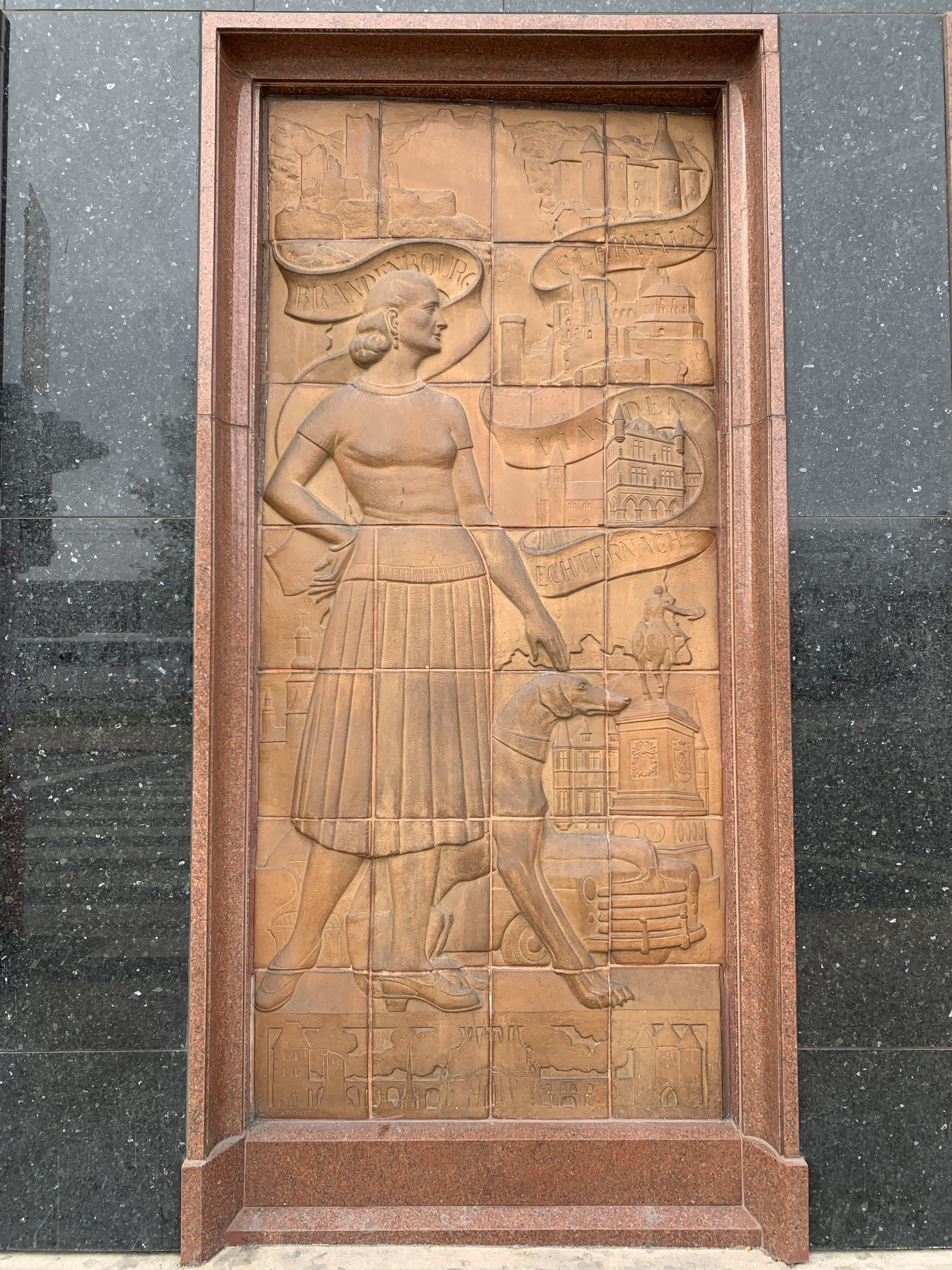